# FA Cup 1993-94
La FA Cup 1993–94 fue la 113ª edición de la competición más antigua de Inglaterra y del mundo. El Manchester United se coronó campeón por primera vez desde el 1990, propinandóle una goleada por 4 a 0 al Chelsea, consiguiendo así su octavo título de esta competición.

## Primera ronda
El Bolton Wanderers y el West Bromwich Albion de la Primera División de Inglaterra entraron en esta ronda junto con todos los equipos de Segunda y Tercera División, además cuatro clubes que no pertenecen a la liga recibieron pases a esta ronda, estos fueron: el Halifax Town, el Runcorn F.C., el Yeovil Town y el Woking F.C.. Los partidos de la primera ronda se jugaron el fin de semana a partir del 13 de noviembre de 1993.
| N.º    | Local                  | Resultado    | Visitante              |
| ------ | ---------------------- | ------------ | ---------------------- |
| 1      | Enfield Town           | 0-0          | Cardiff City           |
| Replay | Cardiff City           | 1-0          | Enfield Town           |
| 2      | Chesterfield           | 0-1          | Rochdale               |
| 3      | AFC Bournemouth        | 4-2          | Brighton y Hove Albion |
| 4      | Barnet                 | 2-1          | Carshalton Athletic    |
| 5      | Burnley                | 0-0          | York City              |
| Replay | York City              | 2-3          | Burnley                |
| 6      | Yeovil Town            | 1-0          | Fulham                 |
| 7      | Woking                 | 2-2          | Weston-super-Mare      |
| Replay | Weston-super-Mare      | 0-1          | Woking                 |
| 8      | Marlow                 | 0-2          | Plymouth Argyle        |
| 9      | Bolton Wanderers       | 3-2          | Gretna                 |
| 10     | Macclesfield Town      | 2-0          | Hartlepool United      |
| 11     | Crewe Alexandra        | 4-2          | Darlington             |
| 12     | Scarborough            | 1-0          | Bury                   |
| 13     | Shrewsbury Town        | 1-1          | Doncaster Rovers       |
| Replay | Doncaster Rovers       | 1-2          | Shrewsbury Town        |
| 14     | Wrexham                | 1-1          | Walsall                |
| Replay | Walsall                | 2-0          | Wrexham                |
| 15     | Kidderminster Harriers | 3-0          | Kettering Town         |
| 16     | Bristol Rovers         | 1-2          | Wycombe Wanderers      |
| 17     | Northampton Town       | 1-2          | Bromsgrove Rovers      |
| 18     | Bradford City          | 0-0          | Chester City           |
| Replay | Chester City           | 1-0          | Bradford City          |
| 19     | Witton Albion          | 0-2          | Lincoln City           |
| 20     | Mansfield Town         | 1-2          | Preston North End      |
| 21     | Port Vale              | 2-0          | Blackpool              |
| 22     | Halifax Town           | 2-1          | West Bromwich Albion   |
| 23     | Stalybridge Celtic     | 1-1          | Marine                 |
| Replay | Marine                 | 4-4 (4:2) p. | Stalybridge Celtic     |
| 24     | Runcorn                | 0-2          | Hull City              |
| 25     | Metropolitan Police    | 0-2          | Crawley Town           |
| 26     | Rotterham United       | 1-2          | Stockport County       |
| 27     | Colchester United      | 3-4          | Sutton United          |
| 28     | Leyton Orient          | 2-1          | Ebbsfleet United       |
| 29     | Slough Town            | 1-2          | Torquay United         |
| 30     | Cambridge City         | 0-1          | Hereford United        |
| 31     | Cambridge United       | 0-0          | Reading                |
| Replay | Reading                | 1-2          | Cambridge United       |
| 32     | Leek Town              | 2-2          | Wigan Athletic         |
| Replay | Wigan Athletic         | 3-0          | Leek Town              |
| 33     | Molesey                | 0-4          | Bath City              |
| 34     | Telford United         | 1-1          | Huddersfield Town      |
| Replay | Huddersfield Town      | 1-0          | Telford United         |
| 35     | Swansea City           | 1-1          | Nuneaton Borough       |
| Replay | Nuneaton Borough       | 2-1          | Swansea City           |
| 36     | Accrington Stanley     | 2-3          | Scunthorpe United      |
| 37     | Farnborough            | 1-3          | Exeter City            |
| 38     | Rugby Town             | 0-3          | Brentford              |
| 39     | Yeading                | 0-0          | Gillingham             |
| Replay | Gillingham             | 3-1          | Yeading                |
| 40     | Knowsley United        | 1-4          | Carlisle United        |

## Segunda ronda
Los partidos de la segunda ronda se jugaron el fin de semana a partir del 4 de diciembre de 1993.
| N.º    | Local                  | Resultado    | Visitante          |
| ------ | ---------------------- | ------------ | ------------------ |
| 1      | Chester City           | 2-0          | Hull City          |
| 2      | AFC Bournemouth        | 1-1          | Nuneaton Borough   |
| Replay | Nuneaton Borough       | 0-1          | AFC Bournemouth    |
| 3      | Bath City              | 2-1          | Hereford United    |
| 4      | Burnley                | 4-1          | Rochdale           |
| 5      | Yeovil Town            | 0-2          | Bromsgrove Rovers  |
| 6      | Walsall                | 1-1          | Scunthorpe United  |
| Replay | Scunthorpe United      | 0-0 (7:6) p. | Walsall            |
| 7      | Crewe Alexandra        | 2-1          | Macclesfield Town  |
| 8      | Lincoln City           | 1-3          | Bolton Wanderers   |
| 9      | Shrewsbury Town        | 0-1          | Preston North End  |
| 10     | Stockport County       | 5-1          | Halifax Town       |
| 11     | Wycombe Wanderers      | 1-0          | Cambridge United   |
| 12     | Kidderminster Harriers | 1-0          | Woking             |
| 13     | Brentford              | 1-3          | Cardiff City       |
| 14     | Plymouth Argyle        | 2-0          | Gillingham         |
| 15     | Carlisle United        | 3-1          | Stalybridge Celtic |
| 16     | Port Vale              | 1-0          | Huddersfield Town  |
| 17     | Torquay United         | 0-1          | Sutton United      |
| 18     | Wigan Athletic         | 1-0          | Scarborough        |
| 19     | Leyton Orient          | 1-1          | Exeter City        |
| Replay | Exeter City            | 2-2 (5:4) p. | Leyton Orient      |
| 20     | Crawley Town           | 1-2          | Barnet             |

## Tercera ronda
En esta ronda entraron equipos de la Premier League y de la First Division (excepto Bolton Wanderers y West Bromwich). Los partidos de la tercera ronda se jugaron el fin de semana a partir del 8 de enero de 1994.
| N.º    | Local                   | Resultado    | Visitante              |
| ------ | ----------------------- | ------------ | ---------------------- |
| 1      | Bristol City            | 1-1          | Liverpool              |
| Replay | Liverpool               | 0-1          | Bristol City           |
| 2      | Preston North End       | 2-1          | AFC Bournemouth        |
| 3      | Southampton             | 1-1          | Port Vale              |
| Replay | Port Vale               | 1-0          | Southampton            |
| 4      | Notts County            | 3-2          | Sutton United          |
| 5      | Blackburn Rovers        | 3-3          | Portsmouth             |
| Replay | Portsmouth              | 1-3          | Blackburn Rovers       |
| 6      | Sheffield Wednesday     | 1-1          | Nottingham Forest      |
| Replay | Nottingham Forest       | 0-2          | Sheffield Wednesday    |
| 7      | Bolton Wanderers        | 1-1          | Everton                |
| Replay | Everton                 | 2-3          | Bolton Wanderers       |
| 8      | Grimsby Town            | 1-0          | Wigan Athletic         |
| 9      | Wolverhampton Wanderers | 1-0          | Crystal Palace         |
| 10     | Sunderland              | 1-1          | Carlisle United        |
| Replay | Carlisle United         | 0-1          | Sunderland             |
| 11     | Luton Town              | 1-0          | Southend United        |
| 12     | Swindon Town            | 1-1          | Ipswich Town           |
| Replay | Ipswich Town            | 2-1          | Swindon Town           |
| 13     | Sheffield United        | 0-1          | Manchester United      |
| 14     | Stockport County        | 2-1          | Queens Park Rangers    |
| 15     | Newcastle United        | 2-0          | Coventry City          |
| 16     | Wycombe Wanderers       | 0-2          | Norwich City           |
| 17     | Manchester City         | 4-1          | Leicester City         |
| 18     | West Ham United         | 2-1          | Watford                |
| 19     | Plymouth Argyle         | 1-0          | Chester City           |
| 20     | Milwall                 | 0-1          | Arsenal                |
| 21     | Oldham Athletic         | 2-1          | Derby County           |
| 22     | Barnet                  | 0-0          | Chelsea                |
| Replay | Chelsea                 | 4-0          | Barnet                 |
| 23     | Wimbledon               | 3-0          | Scunthorpe United      |
| 24     | Exeter City             | 0-1          | Aston Villa            |
| 25     | Cardiff City            | 2-2          | Middlesbrough          |
| Replay | Middlesbrough           | 1-2          | Cardiff City           |
| 26     | Bromsgrove Rovers       | 1-2          | Barnsley               |
| 27     | Chalrton Athletic       | 3-0          | Burnley                |
| 28     | Leeds United            | 3-1          | Crewe Alexandra        |
| 29     | Stoke City              | 0-0          | Bath City              |
| Replay | Bath City               | 1-4          | Stoke City             |
| 30     | Peterborough United     | 1-1          | Tottenham Hotspur      |
| Replay | Tottenham Hotspur       | 1-1 (5:4) p. | Peterborough United    |
| 31     | Birmingham City         | 1-2          | Kidderminster Harriers |
| 32     | Oxford United           | 2-0          | Tranmere Rovers        |

## Cuarta ronda
Los partidos de la cuarta ronda se jugaron el fin de semana a partir del 29 de enero de 1994.
| N.º    | Local                  | Resultado | Visitante               |
| ------ | ---------------------- | --------- | ----------------------- |
| 1      | Notts County           | 1-1       | West Ham United         |
| Replay | West Ham United        | 1-0       | Notss County            |
| 2      | Bolton Wanderers       | 2-2       | Arsenal                 |
| Replay | Arsenal                | 1-3       | Bolton Wanderers        |
| 3      | Grimsby Town           | 1-2       | Aston Villa             |
| 4      | Ipswich Town           | 3-0       | Tottenham Hotspur       |
| 5      | Stockport County       | 0-4       | Bristol City            |
| 6      | Newcastle United       | 1-1       | Luton Town              |
| Replay | Luton Town             | 2-0       | Newcastle United        |
| 7      | Kidderminster Harriers | 1-0       | Preston North End       |
| 8      | Norwich City           | 0-2       | Manchester United       |
| 9      | Plymouth Argyle        | 2-2       | Barnsley                |
| Replay | Barnsley               | 1-0       | Plymouth Argyle         |
| 10     | Oldham Athletic        | 0-0       | Stoke City              |
| Replay | Stoke City             | 0-1       | Oldham Athletic         |
| 11     | Chelsea                | 1-1       | Sheffield Wednesday     |
| Replay | Sheffield Wednesday    | 1-3       | Chelsea                 |
| 12     | Wimbledon              | 2-1       | Sunderland              |
| 13     | Cardiff City           | 1-0       | Manchester City         |
| 14     | Port Vale              | 0-2       | Wolverhampton Wanderers |
| 15     | Charlton Athletic      | 0-0       | Blackburn Rovers        |
| Replay | Blackburn Rovers       | 0-1       | Charlton Athletic       |
| 16     | Oxford United          | 2-2       | Leeds United            |
| Replay | Leeds United           | 2-3       | Oxford United           |

## Quinta ronda
Los partidos de la quinta ronda se jugaron el fin de semana a partir del 19 de febrero de 1994.
| Número | Local                   | Resultado | Visitante               |
| ------ | ----------------------- | --------- | ----------------------- |
| 1      | Bristol City            | 1-1       | Charlton Athletic       |
| Replay | Charlton Athletic       | 2-0       | Bristol City            |
| 2      | Bolton Wanderers        | 1-0       | Aston Villa             |
| 3      | Wolverhampton Wanderers | 1-1       | Ipswich Town            |
| Replay | Ipswich Town            | 1-2       | Wolverhampton Wanderers |
| 4      | Kidderminster Harriers  | 0-1       | West Ham United         |
| 5      | Oldham Athletic         | 1-0       | Barnsley                |
| 6      | Wimbledon               | 0-3       | Manchester United       |
| 7      | Cardiff City            | 1-2       | Luton Town              |
| 8      | Oxford United           | 1-2       | Chelsea                 |

## Sexta ronda
El Oldham Athletic alcanzó las semifinales de la FA Cup por segunda vez en cinco temporadas, donde se enfrentaría a su mismo oponente de 1990: el Manchester United.
| 12 de marzo de 1994 | Bolton Wanderers | 0:1 (0:0) | Oldham Athletic | Burnden Park, Bolton                                      |                                                           |
|                     |                  |           | Beckford 84'    | Asistencia: 20.321 espectadores Árbitro(s): Kelvin Morton | Asistencia: 20.321 espectadores Árbitro(s): Kelvin Morton |

| 12 de marzo de 1994 | Manchester United                | 3:1 (0:0) | Charlton Athletic | Old Trafford, Manchester                                |                                                         |
|                     | 46' Hughes · 72' 76' Kanchelskis |           | 77' Leaburn       | Asistencia: 44.347 espectadores Árbitro(s): Robbie Hart | Asistencia: 44.347 espectadores Árbitro(s): Robbie Hart |

| 13 de marzo de 1994 | Chelsea     | 1:0 (0:0) | Wolverhampton Wanderers | Stamford Bridge, Londres                                |                                                         |
|                     | Peacock 58' |           |                         | Asistencia: 29.340 espectadores Árbitro(s): Graham Poll | Asistencia: 29.340 espectadores Árbitro(s): Graham Poll |

| 14 de marzo de 1994 | West Ham United | 0:0 (0:0) | Luton Town | Boleyn Ground, West Ham, Londres                       |  |
|                     |                 |           |            | Asistencia: 27.331 espectadores Árbitro(s): Brian Hill |  |

### Replay
| 23 de marzo de 1994 | Luton Town        | 3:2 (1:1) | West Ham United        | Kenilworth Road, Luton          |                                 |
|                     | 36' 48' 74' Oakes |           | 30' Allen · 57' Bishop | Asistencia: 13.166 espectadores | Asistencia: 13.166 espectadores |

## Semifinales
La semifinal emparejó al líder de la Premier League, el Manchester United, con el Oldham Athletic, amenazado por el descenso, una repetición de la semifinal de 1990. El estadio de Wembley fue la sede de este partido, que seguía sin goles en el minuto 90. El Oldham tomó la delantera en la prórroga a través de Neil Pointon y mantuvo su ventaja hasta el minuto 119, cuando un empate tardío de Mark Hughes obligó a un replay. Los dos equipos se encontraron en Maine Road, donde el United ganó 4-1 para acabar con las esperanzas del Oldham de su primera final de FA Cup y acercar al Manchester al ansiado doblete.
La otra semifinal emparejó al Chelsea de la Premier League con el Luton Town de la First Division, con ambos equipos buscando la gloria en la copa después de campañas decepcionantes en la liga. Al igual que la otra semifinal del día siguiente, este partido se disputó en Wembley. Chelsea pasó con Gavin Peacock anotando dos veces en la victoria por 2-0, para llegar a su primera final de la FA Cup en 24 años.
| 9 de abril de 1994 | Chelsea         | 2:0 (1:0) | Luton Town | Estadio de Wembley, Londres |                          |
|                    | Peacock 13' 48' | Reporte   |            | Árbitro(s): Roger Dilkes    | Árbitro(s): Roger Dilkes |

| 10 de abril de 1994 | Manchester United | 1:1 (0:0, 0:0) (t. s.) | Oldham Athletic | Estadio de Wembley, Londres |                         |
|                     | Hughes 120'       |                        | Pointon 106'    | Árbitro(s): Philipp Don     | Árbitro(s): Philipp Don |

### Replay
| 13 de abril de 1994 | Manchester United                                    | 4:1 (2:1) | Oldham Athletic | Maine Road, Manchester      |                             |
|                     | 10' Irwin · 15' Kanchelskis · 62' Robson · 67' Giggs |           | Pointon 40'     | Árbitro(s): Martin Bodenham | Árbitro(s): Martin Bodenham |

## Final
| 14 de mayo de 1994 | Chelsea | 0:4 (0:0) | Manchester United                                        | Wembley, Londres                                          |                                                           |
|                    |         |           | Cantona 60' (pen.) 66' (pen.) · 69' Hughes · 90' McClair | Asistencia: 79.634 espectadores Árbitro(s): David Elleray | Asistencia: 79.634 espectadores Árbitro(s): David Elleray |

| 1     | POR   | Dmitri Kharine   |     |
| 12    | DEF   | Steve Clarke     |     |
| 5     | DEF   | Erland Johnsen   |     |
| 35    | DEF   | Jakob Kjeldbjerg |     |
| 6     | DEF   | Frank Sinclair   |     |
| 24    | MED   | Craig Burley     | 68' |
| 18    | MED   | Eddie Newton     |     |
| 10    | MED   | Gary Peacock     |     |
| 11    | MED   | Dennis Wise      |     |
| 7     | DEL   | John Spencer     |     |
| 21    | DEL   | Mark Stein       | 78' |
| D. T. | D. T. | Glenn Hoddle     |     |

| 1     | POR   | Peter Schmeichel   |     |
| 2     | DEF   | Paul Parker        |     |
| 4     | DEF   | Steve Bruce        |     |
| 6     | DEF   | Gary Pallister     |     |
| 3     | DEF   | Denis Irwin        | 84' |
| 14    | MED   | Andrei Kanchelskis | 84' |
| 8     | MED   | Paul Ince          |     |
| 16    | MED   | Roy Keane          |     |
| 11    | MED   | Ryan Giggs         |     |
| 10    | DEL   | Mark Hughes        |     |
| 7     | DEL   | Eric Cantona       |     |
| D. T. | D. T. | Alex Ferguson      |     |

| 20 | MED | Glenn Hoddle   | 68' |
| 9  | DEL | Tony Cascarino | 78' |

| 5 | MED | Lee Sharpe    | 84' |
| 9 | MED | Brian McClair | 84' |

| 60' · 66' · 69' · 90+2' | Eric Cantona Mark Hughes Brian McClair | 0-1 0-2 0-3 0-4 |

| 2' · 66' | Erland Johnsen Mark Stein |

| Principal | David Elleray |

| 1     | POR   | Dmitri Kharine   |     |
| 12    | DEF   | Steve Clarke     |     |
| 5     | DEF   | Erland Johnsen   |     |
| 35    | DEF   | Jakob Kjeldbjerg |     |
| 6     | DEF   | Frank Sinclair   |     |
| 24    | MED   | Craig Burley     | 68' |
| 18    | MED   | Eddie Newton     |     |
| 10    | MED   | Gary Peacock     |     |
| 11    | MED   | Dennis Wise      |     |
| 7     | DEL   | John Spencer     |     |
| 21    | DEL   | Mark Stein       | 78' |
| D. T. | D. T. | Glenn Hoddle     |     |

| 1     | POR   | Peter Schmeichel   |     |
| 2     | DEF   | Paul Parker        |     |
| 4     | DEF   | Steve Bruce        |     |
| 6     | DEF   | Gary Pallister     |     |
| 3     | DEF   | Denis Irwin        | 84' |
| 14    | MED   | Andrei Kanchelskis | 84' |
| 8     | MED   | Paul Ince          |     |
| 16    | MED   | Roy Keane          |     |
| 11    | MED   | Ryan Giggs         |     |
| 10    | DEL   | Mark Hughes        |     |
| 7     | DEL   | Eric Cantona       |     |
| D. T. | D. T. | Alex Ferguson      |     |

| 20 | MED | Glenn Hoddle   | 68' |
| 9  | DEL | Tony Cascarino | 78' |

| 5 | MED | Lee Sharpe    | 84' |
| 9 | MED | Brian McClair | 84' |

| 60' · 66' · 69' · 90+2' | Eric Cantona Mark Hughes Brian McClair | 0-1 0-2 0-3 0-4 |

| 2' · 66' | Erland Johnsen Mark Stein |

| Principal | David Elleray |

| 1     | POR   | Dmitri Kharine   |     |
| 12    | DEF   | Steve Clarke     |     |
| 5     | DEF   | Erland Johnsen   |     |
| 35    | DEF   | Jakob Kjeldbjerg |     |
| 6     | DEF   | Frank Sinclair   |     |
| 24    | MED   | Craig Burley     | 68' |
| 18    | MED   | Eddie Newton     |     |
| 10    | MED   | Gary Peacock     |     |
| 11    | MED   | Dennis Wise      |     |
| 7     | DEL   | John Spencer     |     |
| 21    | DEL   | Mark Stein       | 78' |
| D. T. | D. T. | Glenn Hoddle     |     |

| 1     | POR   | Peter Schmeichel   |     |
| 2     | DEF   | Paul Parker        |     |
| 4     | DEF   | Steve Bruce        |     |
| 6     | DEF   | Gary Pallister     |     |
| 3     | DEF   | Denis Irwin        | 84' |
| 14    | MED   | Andrei Kanchelskis | 84' |
| 8     | MED   | Paul Ince          |     |
| 16    | MED   | Roy Keane          |     |
| 11    | MED   | Ryan Giggs         |     |
| 10    | DEL   | Mark Hughes        |     |
| 7     | DEL   | Eric Cantona       |     |
| D. T. | D. T. | Alex Ferguson      |     |

| 20 | MED | Glenn Hoddle   | 68' |
| 9  | DEL | Tony Cascarino | 78' |

| 5 | MED | Lee Sharpe    | 84' |
| 9 | MED | Brian McClair | 84' |

| 60' · 66' · 69' · 90+2' | Eric Cantona Mark Hughes Brian McClair | 0-1 0-2 0-3 0-4 |

| 2' · 66' | Erland Johnsen Mark Stein |

| Principal | David Elleray |

| 1     | POR   | Dmitri Kharine   |     |
| 12    | DEF   | Steve Clarke     |     |
| 5     | DEF   | Erland Johnsen   |     |
| 35    | DEF   | Jakob Kjeldbjerg |     |
| 6     | DEF   | Frank Sinclair   |     |
| 24    | MED   | Craig Burley     | 68' |
| 18    | MED   | Eddie Newton     |     |
| 10    | MED   | Gary Peacock     |     |
| 11    | MED   | Dennis Wise      |     |
| 7     | DEL   | John Spencer     |     |
| 21    | DEL   | Mark Stein       | 78' |
| D. T. | D. T. | Glenn Hoddle     |     |

| 1     | POR   | Peter Schmeichel   |     |
| 2     | DEF   | Paul Parker        |     |
| 4     | DEF   | Steve Bruce        |     |
| 6     | DEF   | Gary Pallister     |     |
| 3     | DEF   | Denis Irwin        | 84' |
| 14    | MED   | Andrei Kanchelskis | 84' |
| 8     | MED   | Paul Ince          |     |
| 16    | MED   | Roy Keane          |     |
| 11    | MED   | Ryan Giggs         |     |
| 10    | DEL   | Mark Hughes        |     |
| 7     | DEL   | Eric Cantona       |     |
| D. T. | D. T. | Alex Ferguson      |     |

| 20 | MED | Glenn Hoddle   | 68' |
| 9  | DEL | Tony Cascarino | 78' |

| 5 | MED | Lee Sharpe    | 84' |
| 9 | MED | Brian McClair | 84' |

| 60' · 66' · 69' · 90+2' | Eric Cantona Mark Hughes Brian McClair | 0-1 0-2 0-3 0-4 |

| 2' · 66' | Erland Johnsen Mark Stein |

| Principal | David Elleray |

|                       |
| Campeón               |
| Bandera de Inglaterra |
| Manchester United     |
| 8.º título            |

## Cobertura
Por sexta temporada consecutiva en el Reino Unido, la BBC fue la emisora gratuita, mientras que Sky Sports fue la emisora por suscripción.
Los partidos transmitidos en vivo por la BBC fueron: Sheffield United vs Manchester United (R3); Norwich City vs Manchester United (R4); Bolton Wanderers vs Aston Villa (R5); Chelsea vs Wolverhampton Wanderers (QF); Oldham Athletic vs Manchester United (SF); Manchester United vs Chelsea (Final).